# Conarg
Conarg este un grup de companii din Pitești cu activități în construcții, imobiliare și logistică.
A fost înființată în 2006, având ca domeniu principal de activitate execuția lucrărilor de construcții-montaj.
Număr de angajați în 2007: 467

Număr de angajați în 2024: 83
Cifra de afaceri:
- 2024: 64,4 milioane RON[3]
- 2009: 99,3 milioane euro[4]
- 2007: 100 milioane euro[2]
- 2006: 41 milioane euro[1]